# Венеційський фестиваль архітектури
Венеційський фестиваль архітектури (італ. Mostra di Architettura di Venezia) — міжнародна виставка архітектури, що раз на два роки проходить у Венеції, Італія, в рамках Венеційської бієнале.
Офіційно заснована у 1980 році, хоча архітектура була частиною Венеційської художньої бієнале з 1968 року. До 2018 року проходила по парних роках, але подія 2020 року була перенесена на 2021 рік через пандемію COVID-19, яка змістила календар на непарні роки.
Основна мета архітектурної бієнале — запропонувати і продемонструвати архітектурні рішення сучасних соціальних, гуманістичних і технологічних проблем. Попри те, що бієнале тяжіє до академічної сторони архітектури, вона також надає можливість архітекторам з усього світу представити нові проєкти.
Бієнале розділена на дві основні секції: постійні національні павільйони в Садах Бієнале, а також Венеційський арсенал, де під одним дахом представлені проєкти з багатьох країн.

## Виставки та нагороди

### 2025
21 грудня 2023 року дирекція Венеційської архітектурної бієнале оголосила, що 19-ту міжнародну виставку буде курувати італійський архітектор Карло Ратті. Його роботи часто досліджують вплив технологій на світ архітектури та урбанізму. У своїй заяві він припустив, що бієнале розвиватиметься в аналогічному напрямку. «Нам, архітекторам, подобається думати, що ми розумні, але справжній інтелект є всюди», — сказав Ратті.

### 2023
Куратором 18-ї Венеційської бієнале архітектури стала архітекторка, вчена і письменниця Леслі Локко. Тема виставки — «Лабораторія майбутнього» з наголосом на двох напрямках: декарбонізація та деколонізація. У ній взяли участь 89 учасників, більш ніж половина з яких походять з Африки або африканської діаспори. Вперше в Архітектурній Бієнале взяв участь Нігер, а Панама — виставилася з власним павільйоном, а не в складі групових виставок, як це було в минулому.
Нагороди
- «Золотий лев» за життєві досягнення: Демас Нвоко (Нігерія)
- «Золотий лев» за найкраще національне представництво: Бразилія з проєктом «Земля» (куратори Габріела де Матос, Паулу Таварес).
- «Золотий лев» за найкращу участь у головному проєкті: архітектурна студія DAAR (Алессандро Петті, Санді Гілал).
- «Срібний лев»: Олалекан Джейфус (Нігерія, США).
- Спеціальна згадка за національну участь: Велика Британія з проєктом «Танці перед місяцем» (куратори Джейден Алі, Джосеф Генрі, Мініша Келлей та Сумітра Уфам).

### 2021
17-та Венеційська бієнале архітектури, куратором якої виступив ліванський педагог і архітектор Хашим Саркіс, мала назву «Як ми будемо жити разом?». Через пандемію COVID-19 вона відбулася 2021, а не 2020 року.
Нагороди
- «Золотий лев» за життєві досягнення: Ліна Бо Барді (Італія)
- «Золотий лев» за найкраще національне представництво: ОАЕ з проєктом Wetland (куратори Ваель Аль-Авар та Кенічі Терамото).
- «Золотий лев» за найкращу участь у головному проєкті: raumlaborberlin (Німеччина).
- «Срібний лев»: FAST (Нідерланди, США).
- Спеціальна згадка за національну участь: Філіппіни та Росія.

### 2018
16-та Міжнародна архітектурна виставка отримала назву FREESPACE, а кураторами виступили ірландські архітекторки Івонн Фаррелл та Шеллі Макнамара.
Нагороди
- «Золотий лев» за життєві досягнення: Кеннет Фремптон (Велика Британія).
- «Золотий лев» за найкраще національне представництво: Швейцарія з проєктом Svizzera 240, House Tour (куратори та учасники: Алессандро Босхард, Лі Тавор, Метью ван дер Плоег, Ані Віхерваара).
- «Золотий лев» за найкращу участь у головному проєкті: Едуардо Суту де Моура (Португалія).
- «Срібний лев»: Ян де Вилдер, Інге Вінк, Жо Тайльє (Бельгія).
- Спеціальна згадка за національну участь: Велика Британія з проєктом «Острів» (куратори Caruso St John Architects та Маркус Тейлор).
- Спеціальні згадки: Андра Матін (Індонезія) та Рахул Мехротра (Індія, США)

### 2016
15-ту архітектурну бієнале під назвою «Репортажі з фронту» відкрив Алехандро Аравена. У своїй кураторській роботі над виставкою Аравена поставив на перший план соціальне житло, відносини між містом та селом, баланс між технологіями та природними матеріалами, а також увагу до ручної праці та ремесел. До участі у виставці Аравена запросив, серед інших, Рафаеля Цубера, Herzog & de Meuron, Тадао Андо, Петера Цумтора, Девіда Чіпперфілда, SANAA та Франсіса Кере.
Нагороди
- «Золотий лев» за життєві досягнення: Паулу Мендеш да Роша (Бразилія).[11]
- «Золотий лев» за найкраще національне представництво: Іспанія з проєктом «Незавершене» (куратори Іньякі Карнісеро та Карлос Кінтанс).[12]

### 2014
14-та Міжнародна виставка архітектури, куратором якої виступив архітектор Рем Колгас, отримала назву «Основи». Під цим Колгас мав на увазі радикальний відхід від звичайного огляду сучасної архітектурної сцени, зосередившись натомість на тристоронньому історичному підході, розглядаючи проєкт «радше як засіб дослідження, ніж виставку».
Нагороди
- «Золотий лев» за життєві досягнення: Філліс Ламберт (Канада).[14]
- «Золотий лев» за найкраще національне представництво: Південна Корея з проєктом «Погляд з висоти пташиного польоту» (куратори Мінсук Чо, Х'юнмін Пай та Чангмо Ан).[15]
- «Срібний лев» за найкращий дослідницький проєкт секції Monditalia: Андрес Жак та його Офіс політичних інновацій з проєктом «Sales Oddity. Мілан 2 і політика урбанізмів домашнього телебачення».[16]
- «Срібний лев» за найкращу національну участь: Чилі з проєктом «Суперечності моноліту» (куратори Педро Алонсо та Уго Пальмарола).[15]
- Спеціальна згадка за національну участь: Канада, Франція, Росія.[15]
- Спеціальні згадки дослідницьких проєктів секції Monditalia: «Радикальна педагогіка: ДІЯ — РЕАКЦІЯ — ВЗАЄМОДІЯ» (Беатріс Коломіна, Брітт Еверсол, Ігнасіо Г. Ґалан, Евангелос Котсіоріс, Анна-Марія Мейстер, Федеріка Ваннуккі, Amunátegui Valdés Architects, Smog.tv), Intermundia (Анна Дана Берош), «Італійські лайми» від Folder.

### 2012
13-та Міжнародна виставка архітектури: «Спільне підґрунтя». Куратор: Девід Чіпперфільд.
Нагороди
- «Золотий лев» за життєві досягнення: Алвару Сіза (Португалія).
- «Золотий лев» за найкраще національне представництво: Японія з проєктом «Архітектура, можлива тут? Дім для всіх» (куратор Тойо Іто, за участі Куміко Інуї, Соу Фуджімото, Акіхіса Хірата та Наоя Хатакеяма).[17]
- «Золотий лев» за найкращу участь у головному проєкті: Urban-Think Tank (Південно-Африканська Республіка).
- «Срібний лев»: Grafton Architects (Ірландія).
- Спеціальна згадка за національну участь: Польща (Ганна Врублевська), США (Кеті Ланг Хо), Росія (Григорій Ревзін), Чіно Цуккі.[18]

### 2010
12-та Міжнародна виставка архітектури мала назву «Люди зустрічаються в архітектурі». Куратор: японська архітекторка Кадзуйо Седзіма.
Нагороди
- «Золотий лев» за життєві досягнення: Рем Колгас (Нідерланди).
- «Золотий лев» за найкраще національне представництво: Бахрейн.
- «Золотий лев» за найкращу участь у головному проєкті: junya.ishigami +associates (Японія).
- «Золотий лев» у пам'ять: Кадзуо Сінохара (Японія).
- «Срібний лев»: Office KGDVS (Бельгія).
- Спеціальна згадка: Amateur Architecture Studio, Studio Mumbai, Піт Удольф.

### 2008
11-та Міжнародна виставка архітектури: «Там, зовні: Архітектура за межами будівництва». Куратор: Аарон Бецкі (США).
Нагороди
- «Золотий лев» за життєві досягнення: Френк Гері.
- «Золотий лев» за найкраще національне представництво: Польща з проєктом «Готель Полонія. Потойбічне життя будівель» (куратори Ніколя Гросп'єр та Кобас Лакс).
- «Золотий лев» за найкращий інсталяційний проєкт: Грег Лінн (США) з проєктом «Меблі з перероблених іграшок».
- Спеціальний «Золотий Лев» за життєві досягнення історику архітектури: Джеймс С. Акерман (США).
- «Срібний лев»: Elemental (Чилі).

### 2006
10-та Венеційська бієнале архітектури отримала назву «Міста, архітектура і суспільство». Куратор: британський урбаніст Рікі Бердетт. Супутня секція «Місто-Порт» проходила в Палермо до 14 січня 2007 року. Виставка зібрала понад 130 000 відвідувачів.
Нагороди
- «Золотий лев» за життєві досягнення: Річард Роджерс (Велика Британія).
- «Золотий лев» за найкраще національне представництво: Данія за проєкт «CO-EVOLUTION, дансько-китайська співпраця у сфері сталого міського розвитку в Китаї». (куратори Хенрік Валер та UiD). Проєкти данських архітектурних бюро та китайських університетів CEBRA + Tsinghua, COBE + CQU, Effekt + Tongji та Transform + XAUAT.[22]
- «Золотий лев» для міста: Богота (Колумбія).
- «Золотий лев» за найкращий урбаністичний проєкт: Хав'єр Санчес / Higuera + Sanchez за житловий проєкт «Бразилія 44» в Мехіко.
- Спеціальний приз за найкращу архітектурну школу: Факультет архітектури Політехнічного університету Торіно за проєкт для Мумбаї.
- Згадка про три значні національні виставки: Японія, Ісландія та Македонія.
- Сім кам'яних левів, секція «Місто з каменю — сучасні сенси»: Барі (керівник групи Адольфо Наталіні); Кротоне (Карло Мочча); Пантеллерія (керівник групи Габріелла Джунтолі); Барі (керівник групи Гвідо Канелла); Барі (керівник групи Антоніо Ріондіно); Барі (керівник групи Вітанжело Ардіто); Пантеллерія (керівник групи Маріно Нарпоцці).
- Премія Манфредо Тафурі, призначена Італійським павільйоном: Вітторіо Греготті (Італія).
- Премія Джанкарло Де Карло, призначена Падільйоне Італії: Андреа Стіпа.
- Премія імені Ернесто Натана Роджерса, призначена італійським видавництвом Padiglione Italia: Лука Молінарі.

### 2004
9-та Міжнародна архітектурна виставка пройшла на тему «МЕТАМОРФ». Куратор: швейцарський архітектурний історик Курт Форстер. Виставка зібрала понад 115 000 відвідувачів.
Нагороди
- «Золотий лев» за життєві досягнення: Пітер Айзенман (США).
- «Золотий лев» за найкращу інсталяцію, представлену країною: Бельгія з проэктом «Кіншаса, уявне місто».
- «Золотий лев» за найвизначнішу роботу виставки: Studio SANAA / Кадзуйо Седзіма + Рюе Нісідзава за проєкт для Музею сучасного мистецтва XXI століття (Канадзава, Японія) та за розширення Інституту сучасного мистецтва Валенсії (Валенсія, Іспанія).
- Спеціальний приз за найкращу роботу в секції «Концертні зали»: Studio Plot (Жульєн де Смедт та Б'ярке Інгельс) за проєкт «Концертний будинок» (Ставангер, Норвегія).[24]
- Спеціальний приз за найкращу роботу в секції «Епізоди»: німецький фотограф Армін Лінке та італійський архітектор П'єро Заніні за інсталяцію Alpi.
- Спеціальний приз за найкращу роботу в секції «Трансформації»: австрійський архітектор Гюнтер Доменіг за Центр документації на місці проведення партійних мітингів у Норімберзі, Німеччина.
- Спеціальний приз за найкращу роботу в секції «Топографія»: Студія Foreign Office Architects за автостоянку Novartis (Базель, Швейцарія).
- Спеціальний приз за найкращу роботу в секції «Поверхня»: японський архітектор Шухей Ендо за проект Springtecture (Сінгу-чо, Хьоґо, Японія).
- Спеціальний приз за найкращу роботу в секції «Атмосфера»: австралійська студія PTW Architects та китайська партнерська студія CSCEC + Design за проєкт Національного плавального центру (Pechino Olympic Green, Китай).
- Спеціальний приз за найкращу роботу в секції «Гіпер-проєкт»: Хосе Антоніо Мартінес Лапена - Torres Arquitectos за проєкт Esplanada Fòrum (Барселона, Іспанія).
- Спеціальний приз за найкращу роботу в секціях «Світло, що змінюється, тіні, що пливуть» (фотографія): знімки Марса, зроблені NASA у співпраці з JPL та Корнельським університетом.

### 2002
8 Міжнародна архітектурна виставка отримала назву NEXT. Куратор: Деян Суджич. Виставка зібрала понад 100 000 відвідувачів.
Нагороди:
- «Золотий лев» за життєві досягнення: Тойо Іто (Японія).[26]
- «Золотий лев» за найкращий проєкт виставки: Iberê Camargo Foundation di Porto Alegre (Бразилія), розроблений Алвару Сіза (Португалія).[27]
- Спеціальний приз для найкращого національного учасника: Павільйон Нідерландів.
- Спеціальний приз за найкращу архітектурну роботу від мецената: Чжан Сінь.
- Спеціальний приз за найкращу державну підтримку: Барселона.
- Спеціальна згадка: Next Mexico City: The Lakes Project.[28]